# Ugo Barbàra

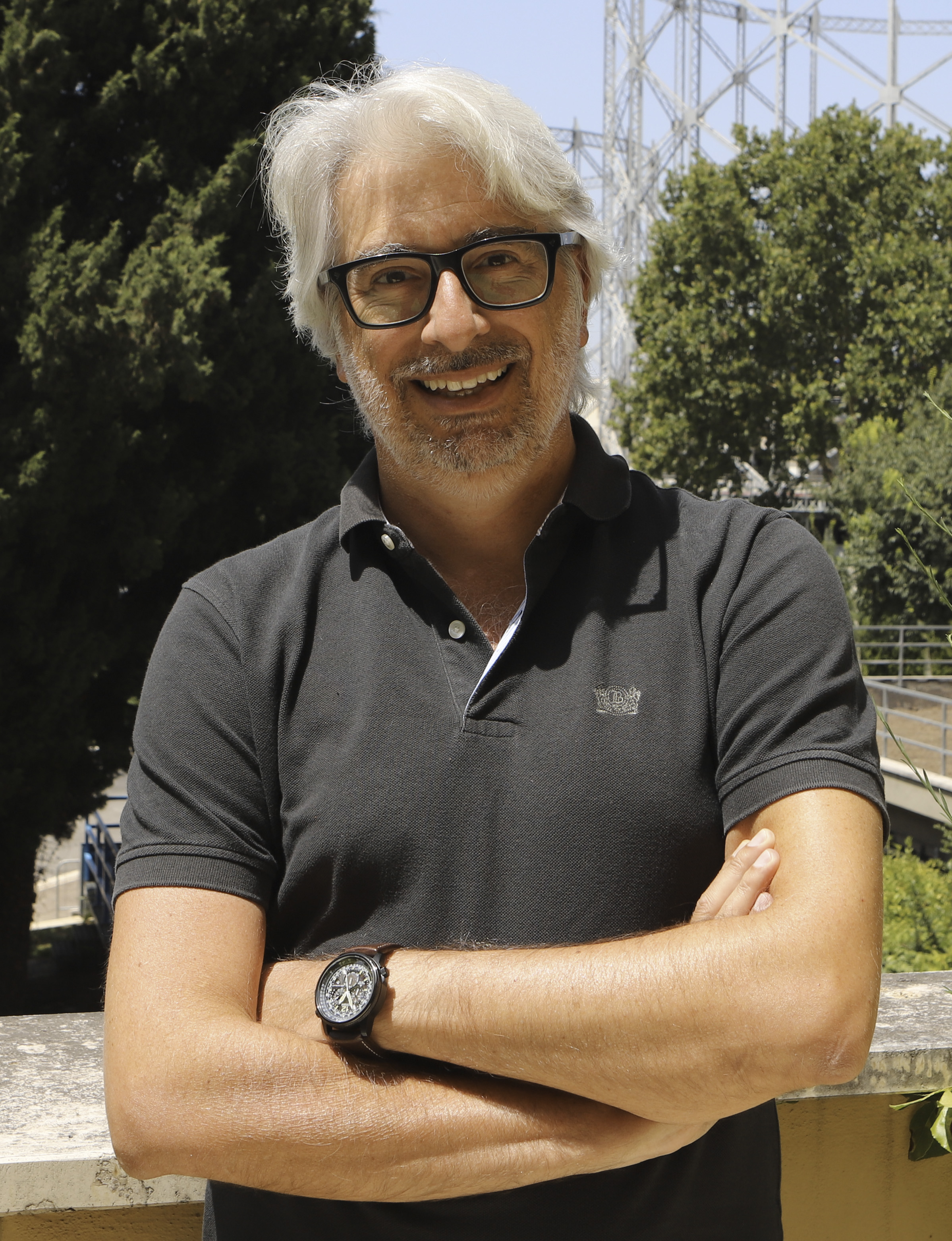
Ugo Barbàra

Ugo Barbàra (Palermo, 21 ottobre 1969) è uno scrittore e giornalista italiano.

## Biografia
Ha frequentato il Liceo Umberto e l'Ifg di Urbino e si è laureato in Lettere Moderne all'Università di Palermo. Ha insegnato scrittura creativa all'Università La Sapienza di Roma e a Roma Tre.
Caporedattore dell'Agenzia Giornalistica Italia, è stato dal 2010 al 2023 a capo della redazione Digital e dal 1999 al 2010 si è occupato di politica estera. Dal 2023 è tornato alla redazione Esteri dell'AGI. In precedenza è stato corrispondente da Palermo negli anni del processo Andreotti (1995-1999), redattore di cronaca giudiziaria a Roma in epoca di Tangentopoli.
Ha scritto otto romanzi. Cinque sono stati pubblicati da Piemme: "Desidero informarla che le abbiamo trovato un cuore" (1999), "La notte dei sospetti" (2001), "Il corruttore" (2008), "In terra consacrata" (2009) e "Le mani sugli occhi" (2011). Il sesto è "Due Madri" pubblicato nel 2015 da Frassinelli. Il settimo, "I Malarazza", edito da Rizzoli, è uscito il 19 settembre 2023 e con "Malastrada", pubblicato il 3 settembre 2024, compone la saga dei Montalto. Suoi i racconti "La stiratrice di Saponara" pubblicato nella raccolta "La scelta" edito da Novantacento; il racconto "Il nemico" inserito nella raccolta "Duri a morire" di Dario Flaccovio editore e "L'avaro" che fa parte della antologia "Seven" curata da Gian Franco Orsi per Piemme.
È sceneggiatore del film Gli angeli di Borsellino insieme a Paolo Zucca, Mirco Da Lio e Massimo Di Martino. Nel 1999 il Teatro Libero di Palermo ha portato in scena il suo "Dongiovanni" per la regia di Lia Chiappara.

## Opere
- Desidero informarla che le abbiamo trovato un cuore, Piemme, 1999, p. 270, ISBN 978-88-384-4190-5.
- La notte dei sospetti, Piemme, 2001, p. 264, ISBN 978-88-384-7079-0.
- Il corruttore, Piemme, 2008, p. 507, ISBN 978-88-384-7079-0.
- In terra consacrata, Piemme, 2009, p. 459, ISBN 978-88-566-0457-3.
- Le mani sugli occhi, Piemme, 2011, p. 515, ISBN 978-88-566-1588-3.
- Due Madri, Frassinelli, 2015, p. 300, ISBN 9788888320731.
- I Malarazza, Rizzoli, 2023, p. 496, ISBN 9788817182256.
- Malastrada, Rizzoli, 2024, p. 688, ISBN 9788817182263.

## Premi e riconoscimenti
- Premio Scalea 2001
- Premio Alziator 2009[5]

Candidature
- Finalista del "Premio Scerbanenco" 2008 - 2009 - 2011
- Candidato al Premio Strega 2009[6]